# Hjulet (förlag)
Förlaget Hjulet är ett danskt bokförlag grundat 1976, som gett ut svenskspråkiga böcker sedan 1980. Främst gäller det bilderböcker för barn. Hälften av utgivningen utgörs av översättningar av böcker från Afrika. Företaget säger sig vara specialiserat på ”böcker från varma länder”.

## Svenskspråkig utgivning i urval[3]
- Karen Leggett Abouraya, Malala - ord är hennes vapen (2014)
- Ivar Da Coll, Stackars monster (2016)
- Ana Maria MacHado och Hélène Moreau, Wow vilket kalas!  (2014)
- Ruddra Anshumani, Dorje - tigern utan ränder (2013)